# Eels
Gli Eels sono un gruppo musicale statunitense composto da Mark Oliver Everett, meglio conosciuto con lo pseudonimo di Mr. E o E, attorno al quale ruotano numerosi musicisti. La storia degli Eels è in pratica la storia della tormentata vita dell'eclettico frontman.

## Storia
Everett nasce nel 1963 nello stato della Virginia. Nel 1982 la morte del padre (il noto fisico Hugh Everett III, creatore dell'Interpretazione a molti mondi della meccanica quantistica), il cui cadavere viene rinvenuto proprio dal giovanissimo Mark, complica ulteriormente un'adolescenza vissuta tra il dramma della sorella, che soffre di gravi disturbi psichici (alimentati anche dalla dipendenza da sostanze stupefacenti), e problemi socio-familiari, che non fanno che rafforzare il legame tra i due.
Mark, dopo avere frequentato l'università di Richmond in Virginia, si trasferisce a Los Angeles dove lavora prima in un autolavaggio, poi come tecnico del suono e assistente al backstage. In questi anni, rinchiudendosi nella cantina di casa con un registratore a quattro tracce, si cimenta in numerose registrazioni che lo porteranno, nel 1991, a firmare un contratto con la Polydor, per la quale escono due album solisti che entrano nel circuito musicale indipendente, A Man Called E e Broken Toy Shop. Nel 1995 Mark Everett incontra il bassista Tommy Walters ed il batterista Butch, con i quali darà vita al progetto Eels.

### Beautiful Freak
Beautiful Freak esce nel 1996 con la DreamWorks di Steven Spielberg. L'album è il manifesto dei disadattati o, come lo ha definito la band: "It's the celebratory side of being a freak". Racchiude in sé influenze molto varie che vanno dal grunge all'hip-hop ed è capace di parlare al cuore così come aveva fatto due anni prima Beck con Loser. Il disco raggiunge un discreto successo sia in America che in Europa grazie ai singoli Novocaine for the Soul e Susan's House, inoltre la canzone My Beloved Monster fa parte della colonna sonora di Shrek (gli Eels contribuiranno anche alla colonna sonora di Shrek II con il brano  Need Some Sleep).
Nello stesso anno la sorella di Everett, Elizabeth, muore suicida.

### Electro-Shock Blues

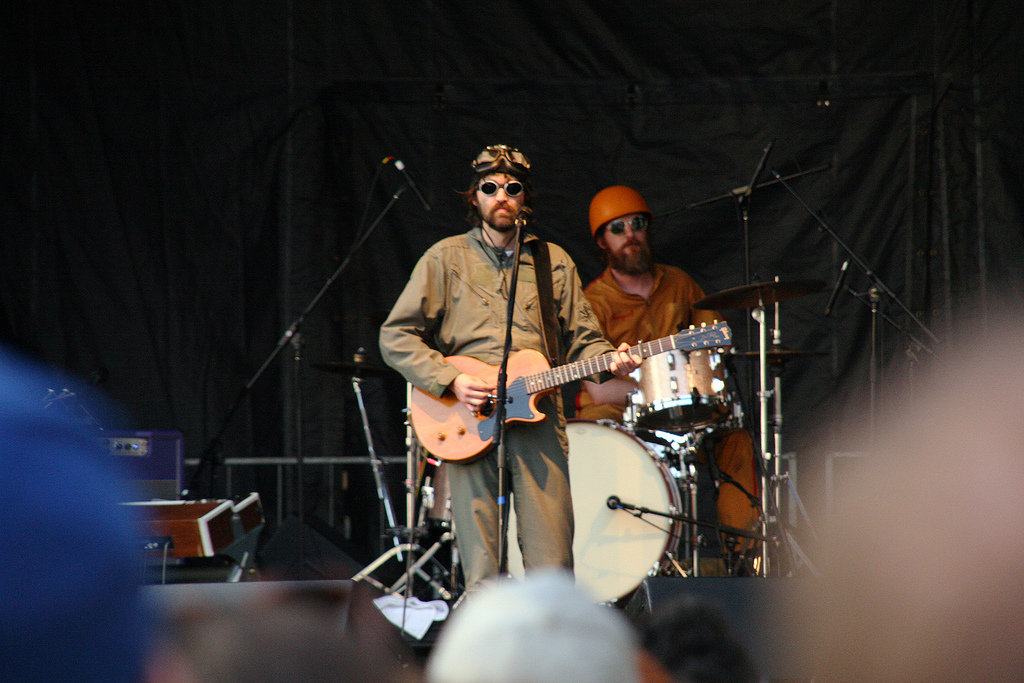
il gruppo in concerto nel 2006

Di fronte al tragico evento Everett elabora un modo del tutto personale per sconfiggere il dolore: scrive canzoni allegre su temi tristi e canzoni tristi sulla felicità e il risultato è raccolto nell'album capolavoro degli Eels, Electro-Shock Blues. L'album, uscito nel 1998, è sostanzialmente un'opera personale di E in cui figurano diversi musicisti occasionali (lo stesso Tommy Walters aveva lasciato la band l'anno prima). Il contesto eccentrico di Beautiful Freak lascia il posto a funesti blues (Going to Your Funeral Part I), effetti rintronanti (Last Stop, This Town) e accordi ipnotici (Elizabeth on the Bathroom Floor).
La madre di Everett, malata di cancro, muore durante il tour di Electro-Shock Blues, e per E la musica sarà, ancora una volta, l'unico rimedio per combattere il dolore.

### Daisies of the Galaxy
Daisies Of The Galaxy è un album complessivamente più allegro del precedente e si avvale della partecipazione di una serie di ottimi musicisti: Peter Buck dei R.E.M., Grant Lee Philips e Michael Simpson dei Dust Brothers. Il primo compare in Estate Sale, mentre Simpson scrive con Mr.E il primo singolo dell'album (Mr.E's Beautiful Blues) che ha la particolarità di non essere una vera e propria traccia dell'album ma di apparire come ghost track.
L'aggiunta di Mr.E's Beautiful Blues alla tracklist di Daisies of the Galaxy fu imposta alla band dalla casa discografica, che non era parsa entusiasta del materiale proposto per la pubblicazione; l'inclusione di questo brano, scritto successivamente, fu una pregiudiziale per la pubblicazione del disco; la band accettò, trovando il compromesso di farne una ghost track separata da venti secondi di silenzio dalla originaria conclusione del lavoro (Selective Memory). L'album, uscito nel 2000 durante la campagna elettorale tra Al Gore e George W. Bush, si ritrovò al centro delle cronache americane dopo che i repubblicani accusarono i democratici (che lo regalarono in una loro convention) di diffondere materiale diseducativo poiché contenente espressioni volgari. Gli Eels pubblicarono così una versione "censurata", nella quale la struggente It's a Motherfucker diventò It's a Monstertrucker. In alcuni brani del disco Mr.E suona lo stesso piano che Neil Young usò per il suo After The Gold Rush. Per il tour di promozione del disco Mr.E e Butch elaborarono l'idea di un'orchestra di sei elementi che vide inoltre la partecipazione di Lisa Germano.

### Souljacker
In Souljacker, l'album più eminentemente "rock" degli Eels, Mr.E scrive la maggior parte delle canzoni con John Parish, chitarrista della band di PJ Harvey. Il disco uscì nel settembre del 2001 in Europa mentre in America l'uscita venne posticipata al marzo del 2002 a causa del look da terrorista di E nella copertina decisamente poco consono all'opinione pubblica americana di quel periodo (siamo proprio nel periodo post-attacco alle Torri Gemelle).

### Shootenanny!
Nel 2003 esce l'album Shootenanny!, registrato live in studio in soli dieci giorni. Saturday Morning esce come singolo. Subito dopo la registrazione Butch lascia il gruppo per andare a suonare con Tracy Chapman, ed è sostituito con Puddin. Nel 2003 gli Eels si esibiscono in un grande tour, The Tour of Duty. La band in quel tour era composta da E, Shon 'Golden Boy' Sullivan (chitarra), Kool G Murder (basso) e Puddin (batteria). Successivamente Golden Boy ha lasciato il gruppo per lavorare al proprio progetto, Goldenboy, ed è stato sostituito con Chet Atkins III. Nello stesso anno E compone la colonna sonora del film Levity.

### Blinking Lights and Other Revelations

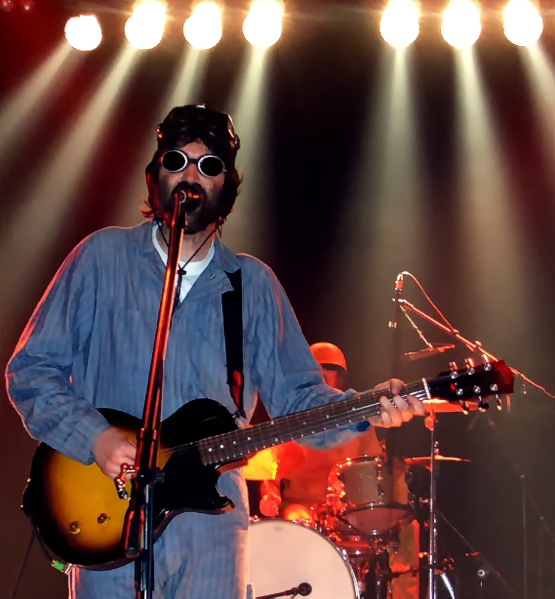
Mr. E in concerto nel 2006

Il 26 aprile del 2005 esce Blinking Lights and Other Revelations, per una nuova etichetta, la Vagrant Records. Si tratta di un doppio CD da trentatré canzoni, con i contributi di Tom Waits, Peter Buck e John Sebastian (The Lovin' Spoonful); una sorta di concept-album che rilegge tutta l'evoluzione artistica e personale di Mr.E. Un foglio con il testo scritto a mano della canzone In the Yard, Behind the Church, è stato venduto su eBay per beneficenza, con un'offerta vincente di $544. Nel primo tour di supporto all'album, dal titolo Eels With Strings, ha visto E alla chitarra acustica, organo e pianoforte, accompagnato da Alan 'Big Al'Hunter al piano e contrabbasso, Chet Lyster (anche conosciuto come Chet Atkins III o 'The Chet') alla chitarra, mandolino, pedal steel, e batteria e il quartetto d'archi formato dai violinisti Paloma Udovic e Julie Carpenter, Heather Lockie alla viola e Ana Lenchantin al cello. Dal tour è scaturito un album live, Eels with Strings: Live at Town Hall, registrato a New York ed uscito a febbraio 2006 in CD e DVD. A gennaio del 2008 è stata pubblicata, in Gran Bretagna e successivamente in America, l'autobiografia di Mr. E, significativamente intitolata Things the grandchildren should know, come il brano che chiude gli ultimi due lavori (Blinking Lights and Other Revelations e Live at Town Hall).

### Parallel Worlds, Parallel Lives
Il toccante documentario televisivo del 2007 Parallel Worlds, Parallel Lives (BBC Scotland / BBC Four) segue E mentre parla con colleghi del padre e con altri fisici, cerca di capire la teoria del padre, e affronta le sue tragedie familiari.

## Discografia

### Album in studio
- 1996 - Beautiful Freak
- 1998 - Electro-Shock Blues
- 2000 - Daisies of the Galaxy
- 2001 - Souljacker
- 2003 - Shootenanny!
- 2005 - Blinking Lights and Other Revelations
- 2009 - Hombre lobo
- 2010 - End Times
- 2010 - Tomorrow Morning
- 2013 - Wonderful, Glorious
- 2014 - The Cautionary Tales of Mark Oliver Everett
- 2018 - The Deconstruction
- 2020 - Earth to Dora
- 2022 - Extreme Witchcraft
- 2024 - Eels Time!

### Live
- 2000 - Oh What a Beautiful Morning
- 2002 - Electro-Shock Blues Show
- 2005 - Sixteen Tons (Ten Songs)
- 2006 - Eels with Strings: Live at Town Hall
- 2008 - Live and in Person! London 2006
- 2015 - Royal Albert Hall

### Raccolte
- 2005 - B-Sides & Rarities 1996-2003
- 2008 - Meet the Eels: Essential Eels, Vol. 1 (1996-2006)
- 2008 - Useless Trinkets: B-sides, Soundtracks, Rarities and Unreleased 1996-2006

### EP
- 1993 - Not for Airplay
- 2009 - The Myspace Transmissions Session 2009

### Colonne sonore
- 2003 - Levity

### Come Mark Everett
- 1985 - Bad Dude in Love

### Come E
- 1992 - A Man Called E
- 1993 - Broken Toy Shop

## Brani usati in colonne sonore

### Film
- American Beauty (Cancer for the Cure)
- Road Trip (Mr. E's Beautiful Blues)
- Holes - Buchi nel deserto (Eyes Down, Mighty Fine Blues)
- Shrek (My Beloved Monster)
- Shrek 2 (I Need Some Sleep)
- Shrek terzo (Royal Pain e Losing Streak)
- Hellboy II: The Golden Army (Beautiful Freak)
- Hot Fuzz (Souljacker, pt.1)
- Yes Man (nove brani)
- The Big White (I want to protect you)
- Due cuori e una provetta (Numbered days)
- Tito e gli alieni (that look you give that guy)

### Serie televisive e altri programmi televisivi
- Scrubs (prima stagione, ep.23)
- Chuck (prima stagione ep.8 Chuck vs the truth): Fresh Feeling
- Futurama (settima stagione, ep. 17): Manchild
- Le Iene: Flyswatter
- Happy Town (ep. 3): Last Stop: This Town
- The OC (prima stagione, ep.18)
- The Jinx - La vita e le morti di Robert Durst (sigla): Fresh Blood
- Homecoming (prima stagione, ep.10): Tremendous Dynamite.
- American Dad (ep. 14x01, La festa del papà): Trouble with Dreams